# Jasieniec (województwo lubelskie)
Jasieniec – kolonia w Polsce położona w województwie lubelskim, w powiecie łęczyńskim, w gminie Puchaczów.
W latach 1975–1998 miejscowość administracyjnie należała do ówczesnego województwa lubelskiego.
Kolonia stanowi sołectwo w gminie Puchaczów. Według Narodowego Spisu Powszechnego z roku 2011 kolonia  liczyła 137 mieszkańców.